# Dibunostoma verrilli
Dibunostoma verrilli är en mossdjursart som först beskrevs av Jacqueline A. Soule 1970.  Dibunostoma verrilli ingår i släktet Dibunostoma och familjen Thalamoporellidae. Inga underarter finns listade i Catalogue of Life.